# Seznam územních opatství
Toto je seznam územních opatství katolické církve.

## Asie
- Tŏkwon (Severní Korea), zřízeno 12. ledna 1940

## Evropa
- Maria Einsiedeln (Švýcarsko), zřízeno 934
- Montecassino (Itálie), zřízeno 600
- Monte Oliveto Maggiore (Itálie), zřízeno 18. ledna 1765
- Montevergine (Itálie), zřízeno 1200
- Pannonhalma (Maďarsko), zřízeno 997
- Saint-Maurice d'Agaune (Švýcarsko), zřízeno 515
- Santa Maria di Grottaferrata (Itálie), zřízeno 26. září 1937
- Santissima Trinità di Cava de'Tirreni (Itálie), zřízeno 1513
- Subiaco (Itálie), zřízeno 1100
- Wettingen-Mehrerau (Rakousko), zřízeno 1227